# Championnat de Tunisie masculin de volley-ball 1957-1958
Navigation
Saison précédente Saison suivante
Le championnat de Tunisie masculin de volley-ball 1957-1958 oppose les neuf meilleures équipes tunisiennes de volley-ball en raison du forfait de l'Association sportive populaire. En outre, le Club sportif des cheminots ne termine pas le championnat et déclare un forfait général.
Au total, trente clubs disputent la compétition dont sept nouvelles équipes : l'Étoile sportive du Sahel, le Club olympique de Kélibia, l'Association sportive de Montfleury, l'Association des anciens élèves de Mateur, l'Association sportive de Kharrouba, la Patriote de Sousse et la Jeunesse sportive de Beausite.
L'Alliance sportive trouve à nouveau un adversaire à sa taille, l'Étoile sportive goulettoise, et les deux équipes doivent recourir à un match d'appui qui consacre la première équipe même si l'Étoile sportive goulettoise prend sa revanche en finale de la coupe de Tunisie en battant sévèrement son adversaire (3-0).

## Division nationale
Le classement final est le suivant :
| Rang | Équipe                           | Points | Matchs | Victoires | Défaites | Forfaits ou pénalités | Sets pour | Sets contre |
| 1    | Alliance sportive                | 27     | 14     | 13        | 1        | 0                     | 41        | 10          |
| -    | Étoile sportive goulettoise      | 27     | 16     | 14        | 1        | 0                     | 39        | 12          |
| 3    | Cercle des nageurs tunisiens     | 23     | 14     | 9         | 5        | 0                     | 31        | 22          |
| 4    | Stade gaulois                    | 20     | 14     | 7         | 6        | 1                     | 25        | 28          |
| 5    | Association sportive de l'Ariana | 19     | 14     | 5         | 9        | 0                     | 21        | 33          |
| 6    | Union sportive tunisienne        | 18     | 14     | 4         | 10       | 0                     | 22        | 32          |
| 7    | Association sportive française   | 18     | 14     | 4         | 10       | 0                     | 18        | 36          |
| -    | Union sportive goulettoise       | 15     | 14     | 1         | 13       | 0                     | 15        | 39          |
| 9    | Club sportif des cheminots       | FG     | -      | -         | -        | -                     |           |             |

En match d'appui, l'Alliance sportive bat l'Étoile sportive goulettoise (3-1). Les champions sont Lucien Benmussa, Joe Gallula, Gilbert Zerah, Gilbert Cohen, Jean-Paul Benmussa, Albert Allouche, Gérard Boublil, Naïm[Qui ?], Fellous[Qui ?] et Baruh[Qui ?]. Quant à l'Étoile sportive goulettoise, qui s'est assuré les services de Max Sitruk (après la disparition de l‘Herzellia) et de Ridha Jaïet (du Stade gaulois), elle compte aussi dans ses rangs Rachid Ben Mhammed, Habib Ben Ezzeddine et Naceur Ben Sliman, Georges dit Gugus Cohen, Khaled Farhat, Mohamed Annabi, Jonas Brami, Zinelabidine Mestiri et Chedly Fazaa.

## Division 1
Continuant sur sa lancée, l'Espérance sportive de Tunis, nouvellement promue, termine première en compagnie de la Jeunesse olympique de Tunis, qu'elle bat en match d'octroi du titre (3-1). Les deux équipes accèdent en division nationale. Les champions de cette division sont Hassine Belkhouja, Taoufik Khouja, Larbi Ben Zakkour, Skander Baccouche, Rached Klibi, Moncef Haddad, Taoufik Ghars et Abdelhamid Jemai. Le classement final de cette division est le suivant :
| Rang | Équipe                              | Points | Matchs | Victoires | Défaites | Forfaits ou pénalités |
| 1    | Espérance sportive de Tunis         | 22     | 12     | 10        | 2        | 0                     |
| 2    | Jeunesse olympique de Tunis         | 22     | 12     | 10        | 2        | 0                     |
| 3    | Club africain                       | 20     | 12     | 8         | 4        | 0                     |
| -    | Avenir musulman                     | 20     | 12     | 8         | 4        | 0                     |
| 5    | Saydia Sports                       | 16     | 12     | 4         | 8        | 0                     |
| 6    | Stade tunisien                      | 13     | 12     | 2         | 9        | 1                     |
| 7    | Tunis Universitaire Club            | 7      | 12     | 0         | 7        | 5                     |
| 8    | Club sportif Le Matériel de Bizerte | FG     |        |           |          |                       |

## Division 2
Les treize équipes constituant cette division sont réparties en trois poules dont les champions ont participé à un tournoi d'accession.

### Classement des poules
| Rang | Poule A                       | Poule B                           | Poule C                                  |
| 1er  | Zitouna Sports                | Étoile sportive du Sahel          | Association sportive de Montfleury       |
| 2e   | Jeunesse sportive de Beausite | Al Mansoura Chaâbia de Hammam Lif | Association sportive de Kharrouba        |
| 3e   | Jeunesse sportive d'El Omrane | Al Hilal                          | Association des anciens élèves de Mateur |
| 4e   | Club tunisien                 | Patriote de Sousse                | Club athlétique bizertin                 |
| 5e   |                               |                                   | Club olympique de Kélibia                |

### Tournoi de classement
L'Étoile sportive du Sahel remporte le tournoi devant l'Association sportive de Montfleury, alors que la Zitouna Sports finit troisième. Cependant, les trois équipes accèdent en division 1.